# Canthydrus festivus
Canthydrus festivus is een keversoort uit de familie diksprietwaterkevers (Noteridae). De wetenschappelijke naam van de soort werd in 1888 gepubliceerd door Maurice Auguste Régimbart.